# Соловки (аеропорт)
Аеропо́рт Соловки́ (рос. Аэропорт Соловки (IATA: CSH, ICAO: ULAS)) — аеропорт на Соловецьких островах біля селища Соловецького. Аеропорт побудований до війни. Під час Другої світової війни використовувався ВПС БВФ.
Цивільний аеропорт «Соловки» розташований на Великому Соловецькому острові, приймає повітряні судна третього й четвертого класу (повітряні судна до 23 т, наприклад, Ан-2, Ан-3Т, Ан-24, Ан-26, Ан-28, Ан-38, Л-410, М-101Т та ін.), вертольоти всіх типів. Можливе обслуговування літаків Як-40. Злітно-посадкова смуга має покриття з металевих плит, її довжина після реконструкції, що завершилася в 2004 році, становить 1500 метрів.
Регулярні авіарейси на Соловецькі острови здійснюються з Архангельська (з аеропорту «Васьково» — на літаку Л-410, а з аеропорту «Талагі» — на літаку Ан-24), з Москви (з аеропорту «Шереметьєво-1» з пересадкою на інший літак в Архангельську) і з Петрозаводська.
Сполучення через місцеві авіалінії залежить від погодних умов. Сильний вітер, низька хмарність, погана видимість і деякі інші погодні явища можуть відрізати острови від материка (принаймні, по повітрю) на невизначений час.

## Показники діяльності
| рік            | 2014 | 2015 | 2016 | 2017 |
| тис. пасажирів | 12,0 | 13,6 | 11,5 | 9,87 |
| Джерела:       |      |      |      |      |

## Галерея

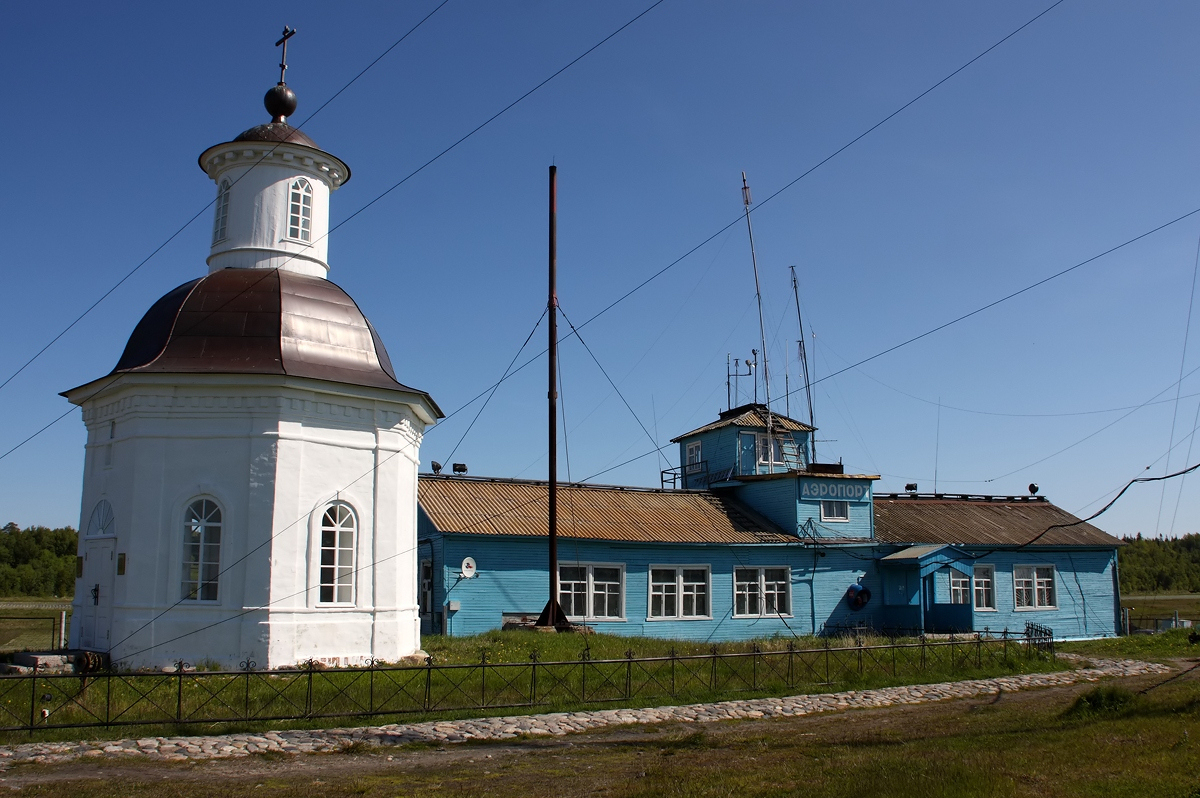
Каплиця Іоанна Предтечі поруч з будівлею аеропорту
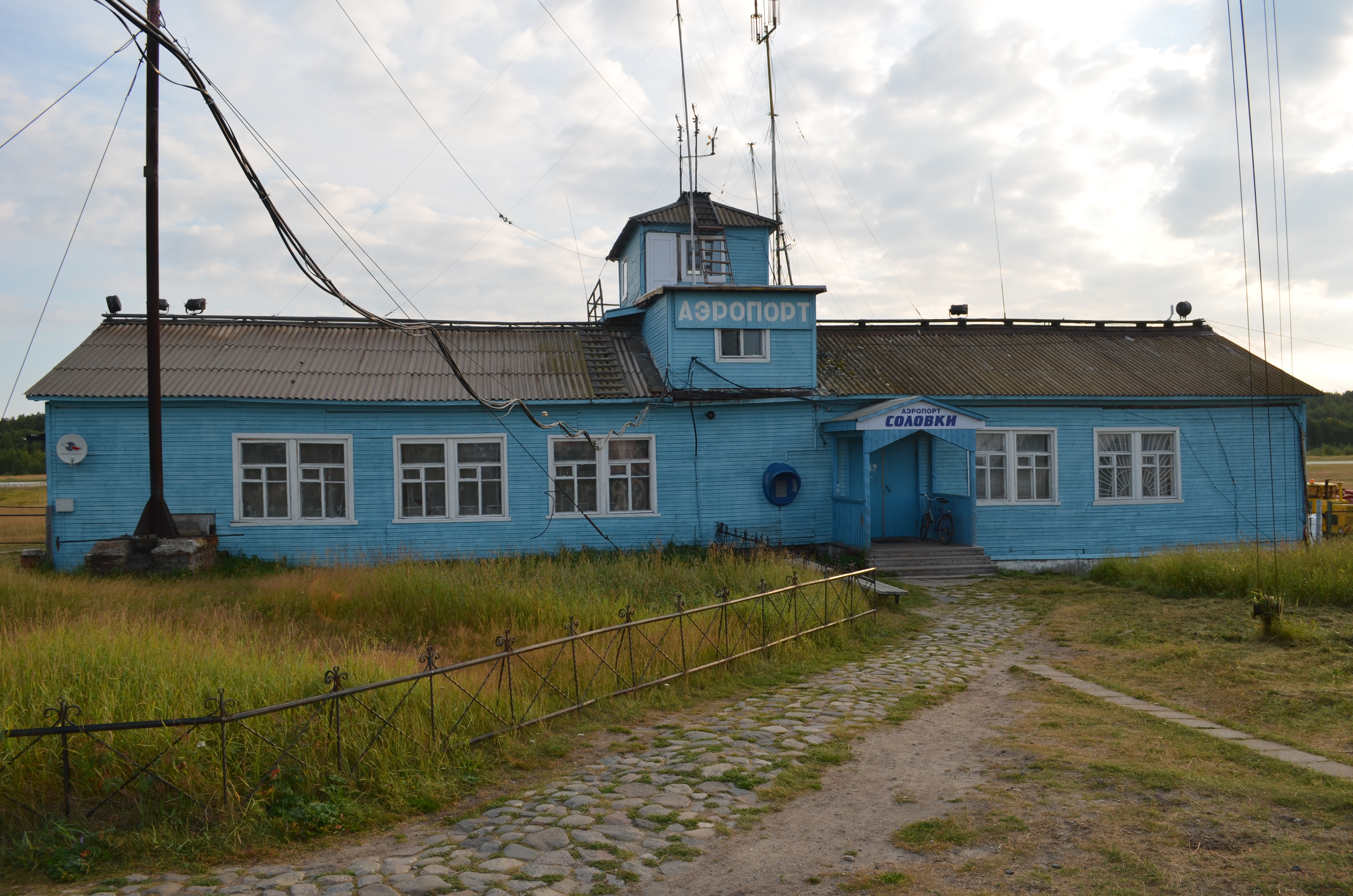
Будівля аеропорту, 2013 рік
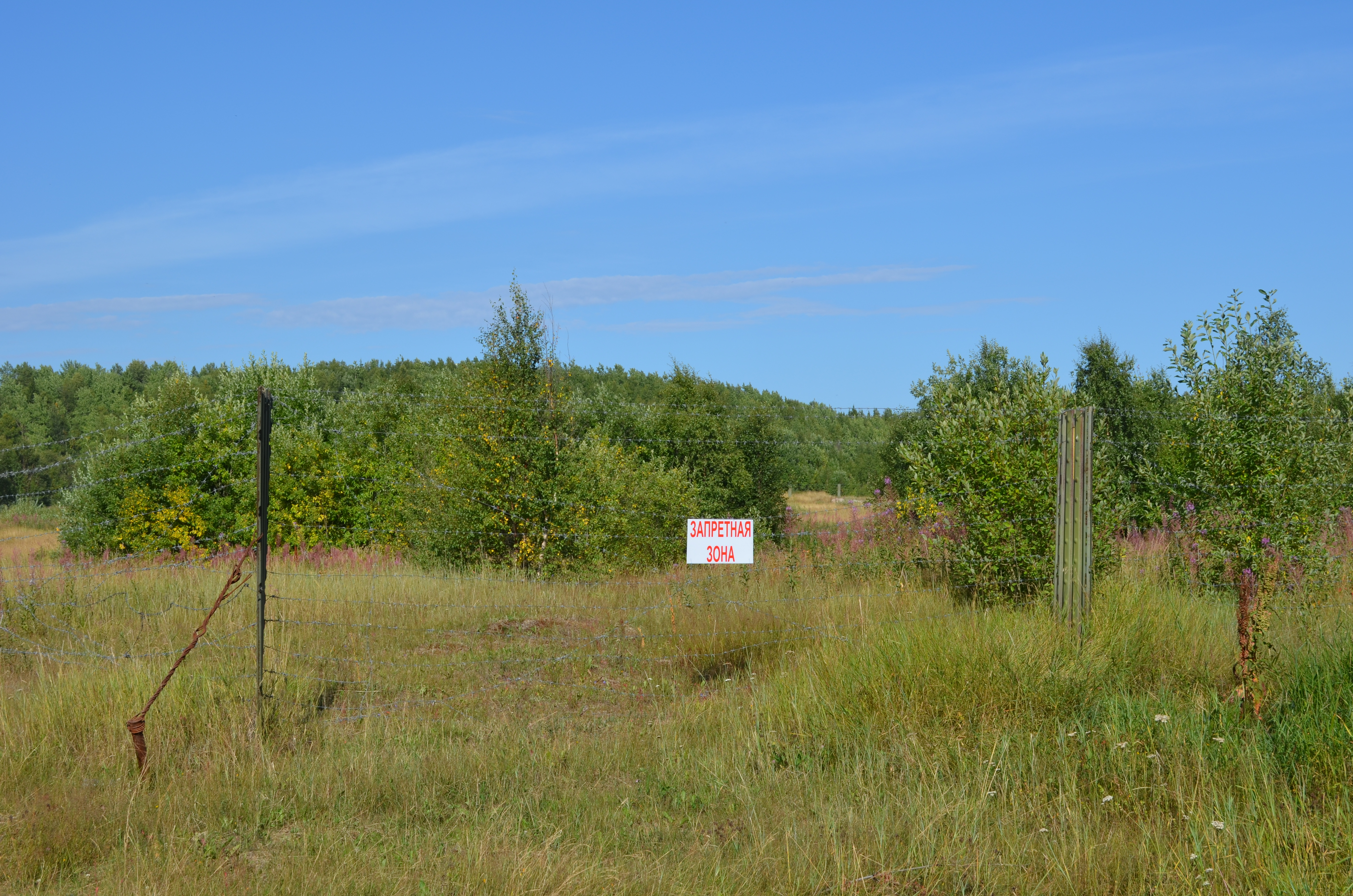
Огороджена територія аеропорту
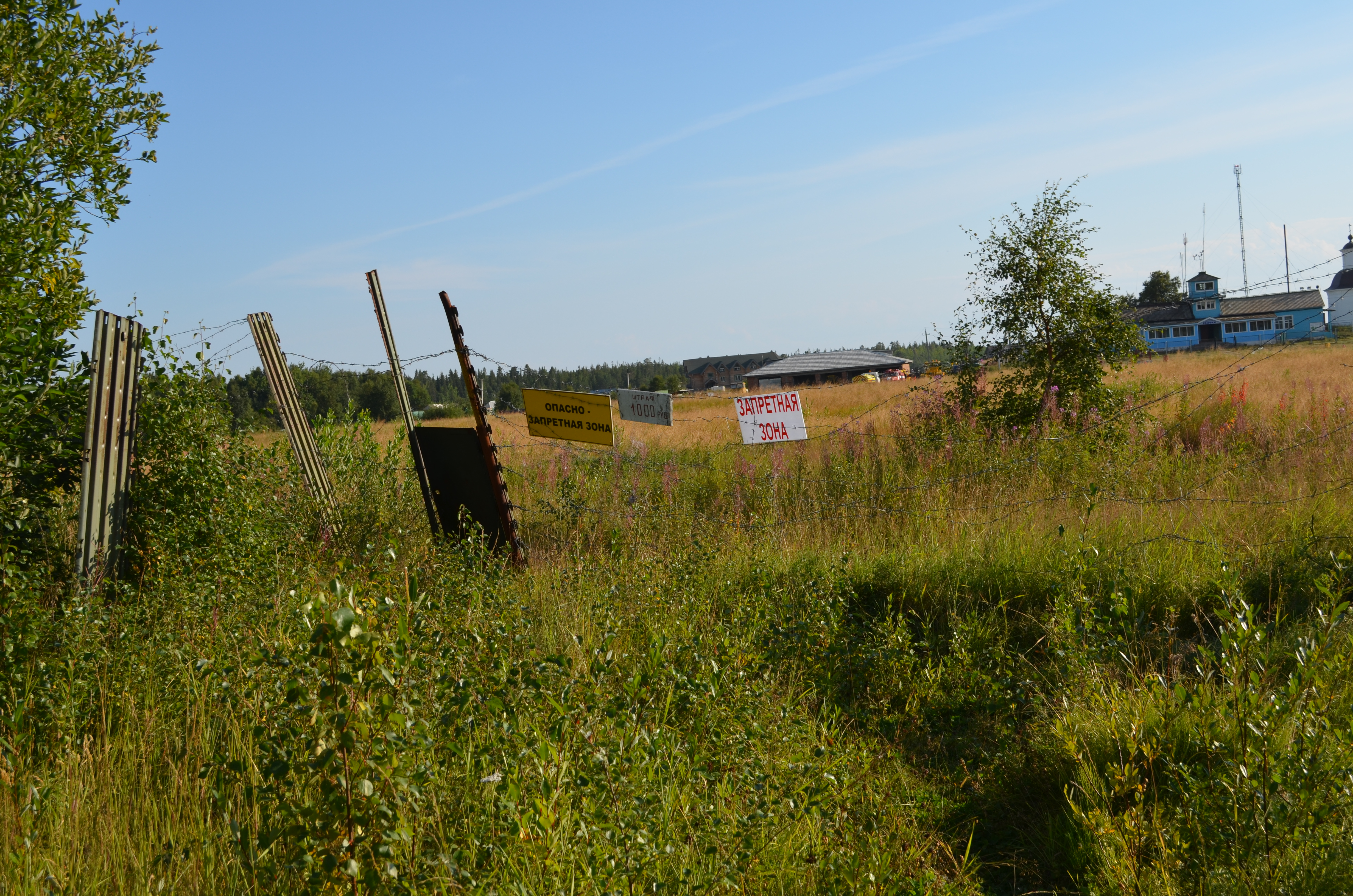
Тильна сторона аеропорту
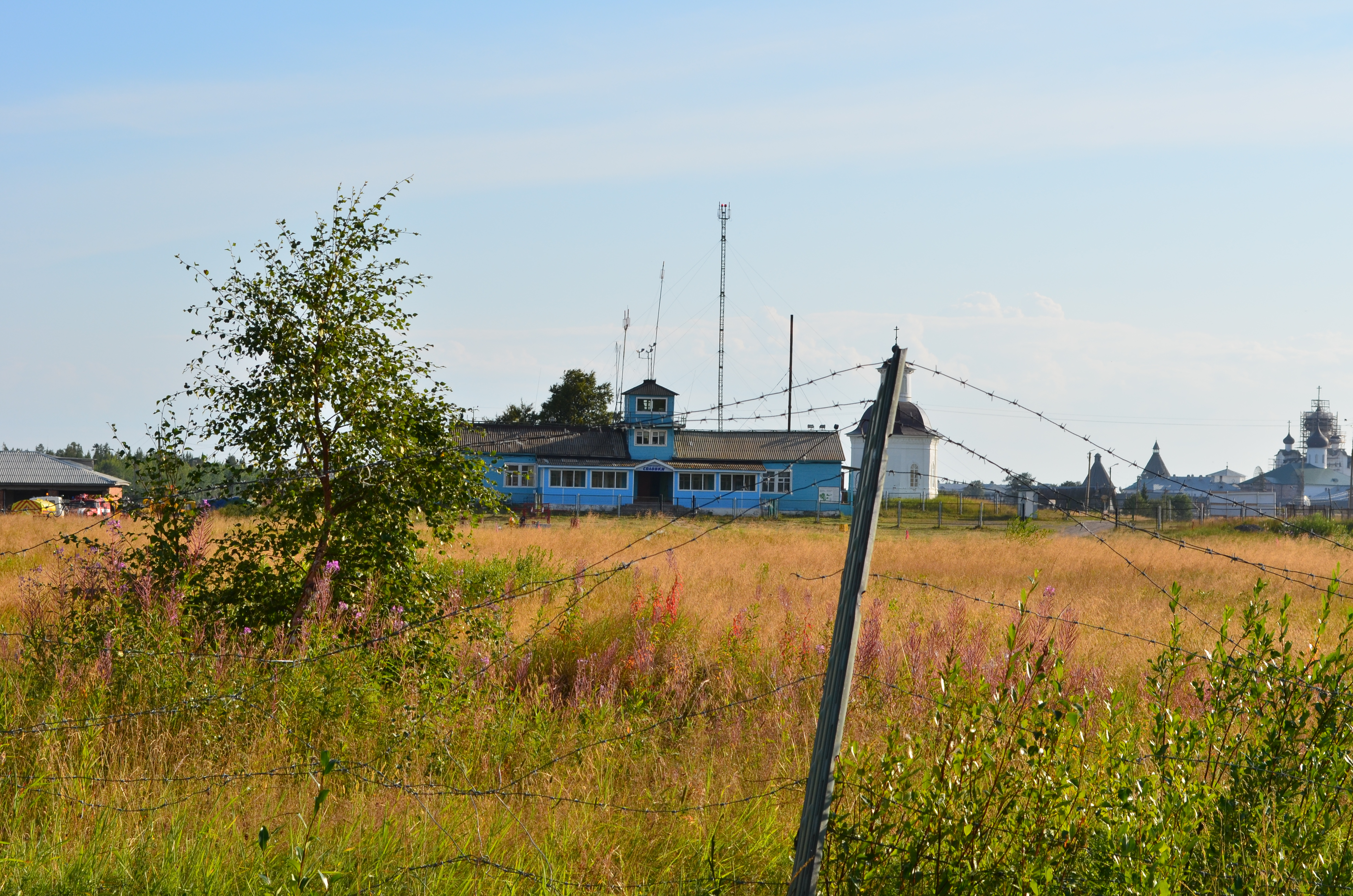
Краєвид з тильної сторони аеропорту: термінал, каплиця Іоанна Предтечі та Соловецький монастир
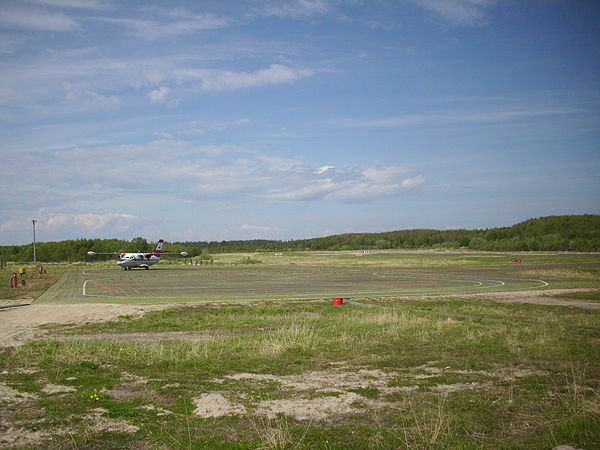
Злітно-посадкова смуга
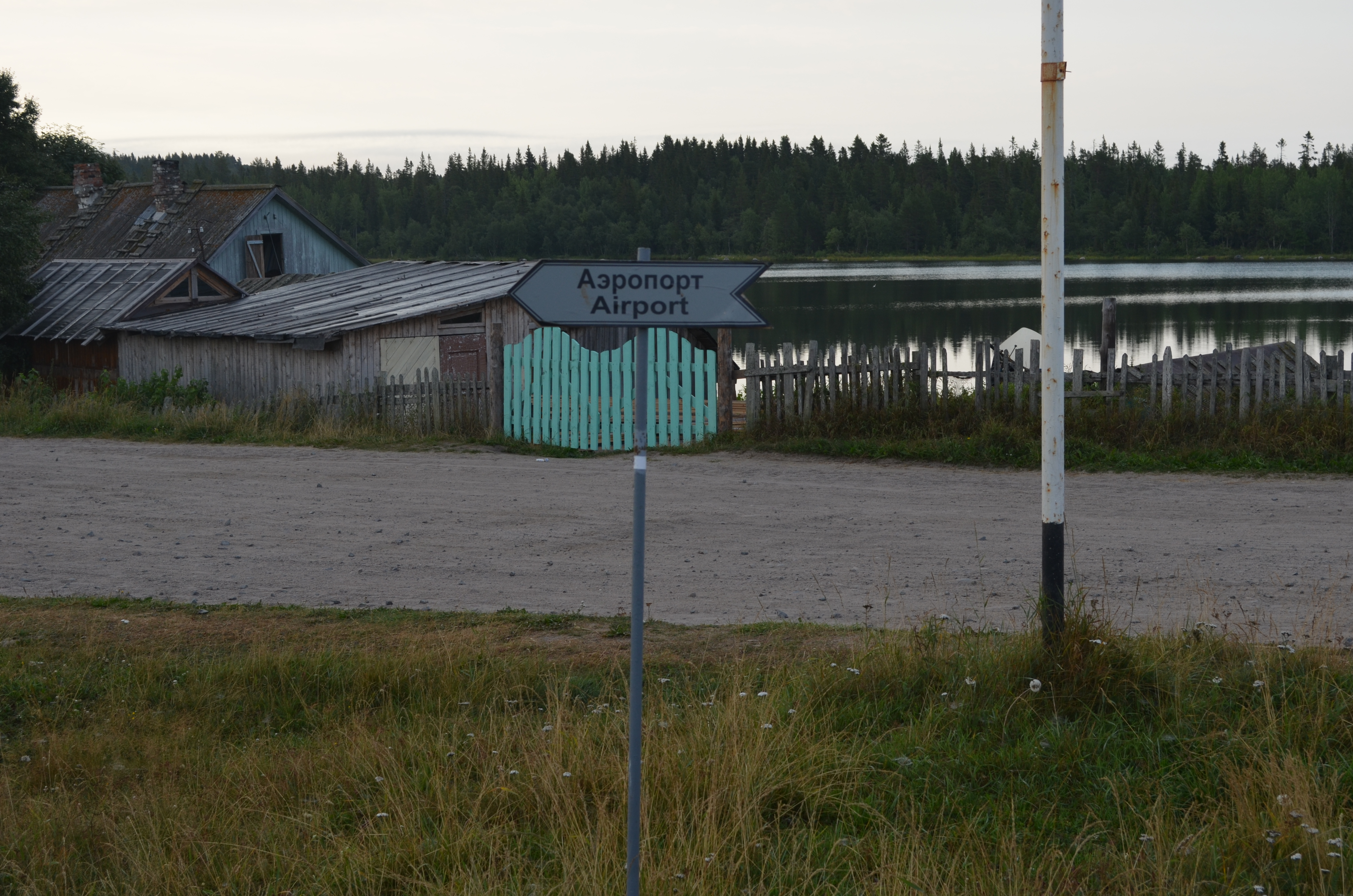
Вказівник напрямку до аеропорту в селищі Соловецький